# Georg Wilhelm Franz Wenderoth
Georg Wilhelm Franz Wenderoth (en sus escritos en latín firmaba Georgius Guilielmus Franciscus Wenderoth) (17 de enero de 1774, Marburgo - † 5 de junio de 1861, ibíd.) fue un farmacéutico y botánico alemán.
Después de boticario en Marburg, Wenderoth también lo fue por algunos años en Schweinfurt, para luego en 1796 va a Marburg para estudiar Medicina e Historia natural en la Universidad de Marburg. En 1801 finaliza sus estudios con el doctorado en Medicina. De 1803 a 1806 es asistente en la Universidad de Marburg. Debido a que no gana ni la cátedra de Botánica ni la de Farmacia en Marburg, luego del deceso de su maestro y profesor titular Moench, decide partir a la Universidad Rinteln. Allí enseña Medicina, Farmacia, Física, Química, Botánica, así como es curador de su Jardín botánico. Wenderoth permanece allí hasta la disolución de dicha Universidad a fines de 1809; recibiendo en el mismo año un doctorado honorífico de la Facultad de Filosofía, siendo el último en haberlo recibido en Rinteln.
A principios de 1810, obtiene una cátedra en la Universidad de Marburg, recibiéndola del profesor Merrem, y también será administrador de su Jardín botánico; desarrollando ahí nuevas estructuras físicas. Wenderoth fallecerá en 1861 siendo profesor en Marburg. Nunca se casó, ni tuvo descendencia.

## Producción
A partir del Antiguo Jardín Botánico de Marburgo, realizó nuevos arreglos que básicamente se ven hoy día allí.
El rey de Westfalia Jerónimo Bonaparte cede a la Universidad 3,6 ha como regalo de la Orden Teutónica, y Wenderoth ideó y desarrolló toda su infraestructura.

## Obra
Aparte de la obra especificada más abajo, Wenderoth escribió extensas contribuciones a periódicos y diarios no descritos aquí.

### Algunas publicaciones
- Wenderoth, GWF. Autobiographie. En: Friedrich Wilhelm Strieder: Grundlage zu einer Hessischen Gelehrten-und Schriftsteller-Geschichte. Bd. XVIII. Marburg 1819. pp. 503-511.
- ----. Beiträge zu der Flora von Hessen. in: Schriften der Gesellschaft zur Beförderung der gesammten Naturwissenschaften zu Marburg. Bd. I. Marburg 1823. pp. 118-152
- ----. Analecten kritischer Bemerkungen, weiterer Erläuterungen und Nachträge zu und über einige bis dahin theils wenig, theils gar nicht gekannte Gewächse der deutschen und anderen Floren. 1. Heft. Ein Beitrag zu den Schriften der Gesellschaft zur Beförderung der gesammten Naturwissenschaften zu Marburg und den in diesen bereits von dem Verfasser beschriebenen neuen Pflanzen. Kassel 1852. 18 pp.

### Libros
- Wenderoth, GWF. Dissertatio inauguralis medica sistens Materiae pharmaceuticae Hassiacae specimen. Marburg 1802. xvi + 70 pp.
- ----. Ueber Apotheker und Apothekerwesen nebst Vorschlägen zu höchstnöthigen Reformen und Verbesserungen der pharmazeutischen und der damit zusammenhängenden Veranstaltungen im Staate. Gießen 1805. 233 pp.
- ----. über das Studium der Botanik. Einige Worte an seine akademischen Mitbürger zur Berichtigung seiner angekündigten im Sommer 1805 zu haltenden Vorlesungen über medicinische Botanik. Marburg 1805. 32 pp.
- ----. Lehrbuch der Botanik. Zu Vorlesungen und zum Selbststudium. Marburg 1821. xvi + 590 pp.
- ----. Einige Bemerkungen über verschiedene neue Pflanzenarten des botanischen Gartens in Marburg. Nebst einer Abbildung der Polygala depressa Wender. En: Schriften der Gesellschaft zur Beförderung der gesammten Naturwissenschaften zu Marburg. Vol. 11. Marburg 1831. pp. 211-267
- ----. Das Akonit und die Akonitarzneien. Bemerkungen über wichtige, einheimische Arzneipflanzen, nebst Vorschlägen in Betreff derselben, den Herren Apothekern, zunächst Kurhessens ertheilt; Aerzten und Medicinalbehörden zur gefälligen Berücksichtigung. Kassel 1837. 23 pp.
- ----. Die Pflanzen botanischer Gärten, zunächst die des Pflanzengartens der Universität Marburg, unter ihren Catalognummern systematisch aufgeführt und synoptisch beschrieben, zum Gebrauche bei dem Besuche solcher Gärten für Studirende und Freunde der Pflanzenwelt. 1. Heft: bie natürliche Ordnung der Coniferen enthartend. Kassel 1851. xviii + 64 pp.
- ----. Versuch einer Charakteristik der Vegetation von Kurhessen. Als Einleitung in die Flora dieses Landes. Nebst zwei Probebogen: einer der Flora hassiaca und einer der Flora marburgensis. Kassel 1839. xii + 155 pp. (= Schriften der Gesellschaft zur Beförderung, der gesammten Naturwissenschaften zu Marburg. Vol. IV).
- ----. Flora Hassiaca oder systematisches Verzeichnis aller bis jetzt in Kurhessen und (hinsichtlich der selteneren) in den nächst angrenzenden Gegenden des Grossherzogthums Hessen-Darmstadt u.s.w. beobachteten Pflanzen, enthaltend die offen blühenden Gewächse. Kassel 1846. XXVIiI + 402 pp.
- ----. Der Pflanzengarten der Universität Marburg. Die Geschichte desselben erzählt. Marburg 1850. 75 pp.
- ----. Die Pflanzen botanischer Gärten, zunächst die des Pflanzengartens der Universität Marburg, unter ihren Catalognummern systematisch aufgeführt und synoptisch beschrieben, zum Gebrauche bei dem Besuche solcher Gärten für Studirende und Freunde der Pflanzenwelt. 1ª cuestión: Die natürliche Ordnung der Coniferen enthaltend. Kassel 1851. XVIII + 64 pp. en línea GoogleBooks
- ----. Analecten kritischer Bemerkungen, weiterer Erläuterungen und Nachträge zu und über einige bis dahin theils wenig, theils gar nicht gekannte Gewächse der deutschen und anderen Floren. 1ª ed. Ein Beitrag zu den Schriften der Gesellschaft zur Beförderung der gesammten Naturwissenschaften zu Marburg und den in diesen bereits von dem Verfasser beschriebenen neuen Pflanzen. Kassel 1852. 18 pp.

- La abreviatura «Wender.» se emplea para indicar a Georg Wilhelm Franz Wenderoth como autoridad en la descripción y clasificación científica de los vegetales.[2]